# Shenar
Shenar è un personaggio immaginario, antagonista della saga de Il grande romanzo di Ramses, dello scrittore francese Christian Jacq.
Il personaggio è probabilmente riconducibile alla figura di Nebchasetnebet, del quale non si possiede tuttavia alcuna notizia certa.

## Storia
Figlio maggiore del faraone Seti I e Tuya, Shenar viene presentato dall'autore come un personaggio avido, tipico rappresentante di una nobiltà corrotta e cospiratrice, amante del lusso e delle ricchezze.
Deciso a prendere il controllo sull'Egitto, nel primo romanzo della saga di Ramses, "Il Figlio della Luce", tenta in tutte le maniere di sottomettere il fratello minore Ramses II alla propria autorità e non esita persino ad ingaggiare alcuni sicari per farlo fuori, quando questi viene addestrato da Seti per divenire futuro sovrano.
Dopo l'ascesa al trono del fratello, Shenar decide di cospirare contro di lui, convincendo tutta la nobiltà egizia a rivoltarglisi contro e alleandosi persino con il re Menelao di Sparta durante la sosta del greco in Egitto.
Quando questi però è costretto a fuggire dalla terra del Nilo, Shenar è costretto ad allearsi segretamente con Raia, un mercante siriano e spia al servizio degli ittiti, e con Asha, grande diplomatico e amico d'infanzia di Ramses. Proprio quest'ultimo, prima dello scoppio della cosiddetta "battaglia di Kadesh" fra ittiti ed egizi, gli rivelerà di averlo in realtà raggirato, essendo sempre stato fedele al faraone.
Salvatosi dai lavori forzati grazie a una tempesta di sabbia, Shenar è costretto a rifugiarsi nella perduta città di Akhenaton dove continua a complottare insieme a Ofir, un malefico mago libico, che è riuscito a portare dalla sua molti nobili egizi, fra i quali Dolente, sorella del faraone, e Meba, ex ministro degli affari esteri.
Dopo aver tentato, fallendo, di distruggere il battello che conduceva Ramses e sua moglie Nefertari nella terra di Abu Simbel, Shenar si reca in Nubia e raduna i clan locali sotto di sé, aizzandoli contro il fratello. Questi però riesce a precederlo sul tempo, circondando la base dei ribelli con il grosso del suo esercito. I nubiani vengono presto uccisi dalle frecce egizie e Shenar stesso, che animato dal suo odio, non esita a lanciarsi contro il fratello, fa la loro stessa fine.